# Stephan Fridolin
Stephan Fridolin (* um 1430 in Winnenden; † 17. August 1498 in Nürnberg) war ein deutscher Franziskaner.

## Leben
Fridolin trat zu einem unbekannten Zeitpunkt (vor 1460) in den observanten Zweig des Franziskanerordens ein. Von etwa 1460 bis etwa 1475 wirkte er als Prediger an der Liebfrauenkirche in Bamberg. 1481 gehörte er zum Provinzialrat, dem Leitungsgremium der Ordensprovinz. Er wurde 1477 Lektor des Kartäuserklosters in Mainz, und ab 1479 wirkte er mit einer kurzen Unterbrechung – von 1487 bis 1489 als Prediger im Klarissenkloster in Basel – bis zu seinem Tod im Nürnberger Franziskanerkloster, wo er auch die geistliche Betreuung des dortigen Klarissenklosters übernahm. Auf Veranlassung von dessen Äbtissin Caritas Pirckheimer schrieb er seine Predigten auf.
1491 erschien bei Anton Koberger in Nürnberg die Erbauungsschrift Schatzbehalter (GW 10329), welche wegen ihrer zahlreichen Holzschnitte aus der Werkstatt von Michael Wohlgemut und Wilhelm Pleydenwurff zu den schönsten Drucken der Inkunabelzeit gehört. Thema ist das Leiden Christi, welches unter hundert Gesichtspunkten betrachtet wird. Eine Besonderheit sind die zahllosen Querverweise auf die Bildtafeln und andere Textstellen, was auf eine sorgfältige Vorplanung schließen lässt.
Die Theologie der Erbauungsschrift Schatzbehalter und das Bildprogramm der darin enthaltenen Holzschnitte finden sich schon in einer Bildtafel aus dem Jahr 1470–1475, der so genannten Bamberger Tafel, auch Capestrano-Tafel genannt. Fridolin verweist im Schatzbehalter auf dieses Bildwerk, das dem Schatzbehalter vorausging und dessen Inhalt im Erbauungsbuch nun durch Bild und Text genauer erläutert wird. Es stammt ursprünglich aus dem Franziskanerkloster an der Schranne in Bamberg und befindet sich heute im Historischen Museum Bamberg.

## Werke
- Der Schatzbehalter oder Schrein der wahren Reichtümer des Heils und ewiger Seligkeit Nürnberg 1491: Anton Koberger, 8. Nov. 1491 Digitalisation Universitätsbibliothek Heidelberg Digitalisation Universitätsbibliothek TU Darmstadt
- Der Gaystliche Mayen, Landshut 1533;
- Der geistlich Herpst, ausgelegt auff ddie inwendig Leiden unseres allerliebsten Herren Jesu Christi, Dillingen 1575;
- Von den Kaiserangesichten, in: Mitt. d. Ver. f. Gesch. d. Stadt Nürnberg 11, 1895, S. 1–86;
- Mittelalterliche deutsche. Predigten des Franziskaners P. Stephan Fridolin, hrsg. von Ulrich Schmidt, 1913.